# 岑斯湖
53°11′49″N 13°20′28″E / 53.19694°N 13.34111°E

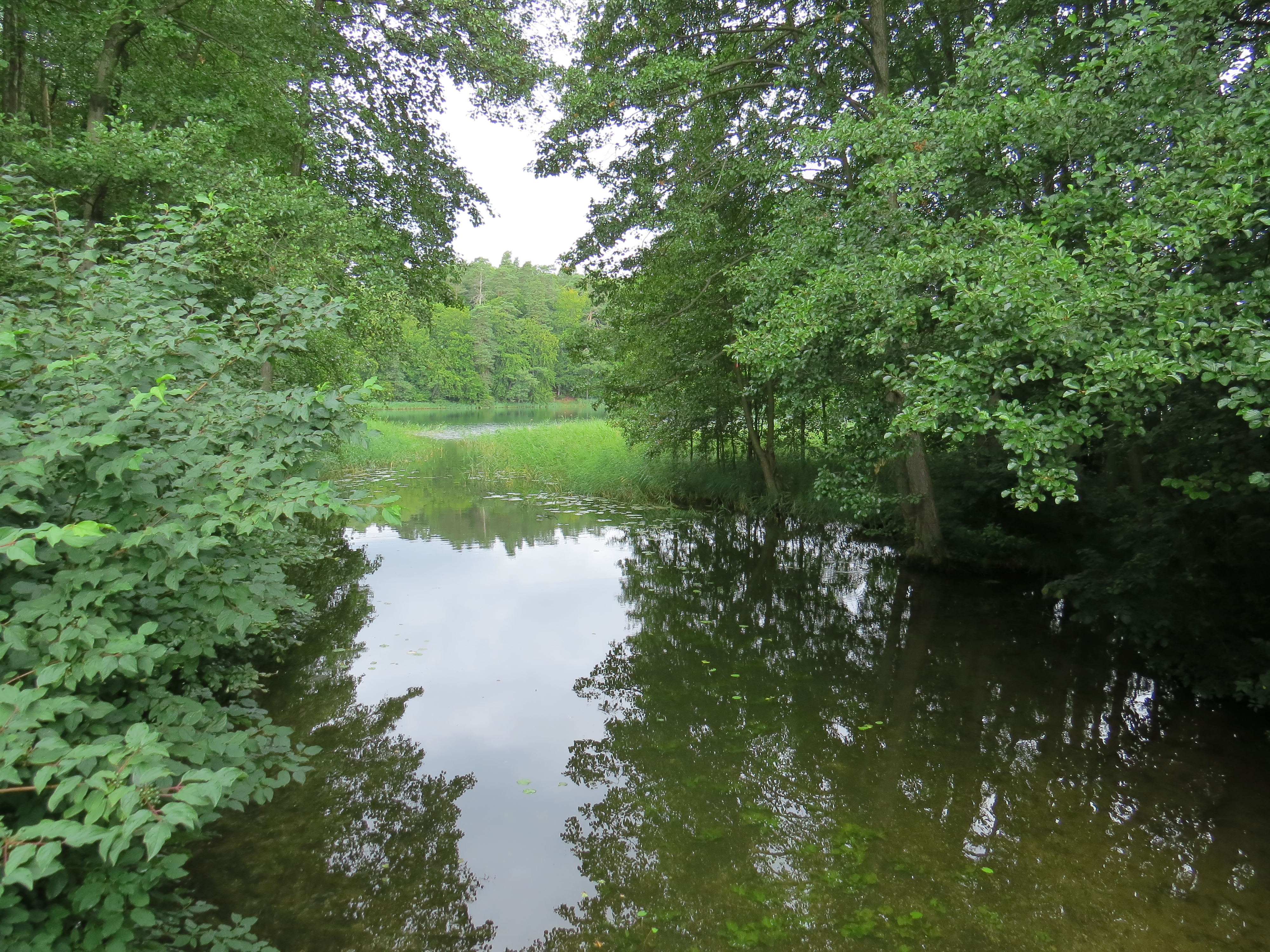

岑斯湖（德語：Zenssee），是德國的湖泊，位於該國西南部，由勃蘭登堡州負責管轄，處於烏克馬克縣，面積1.12平方公里，海拔高度54米，最大水深29米，水體容量1,357萬立方米。